# Uciekająca miłość
Uciekająca miłość (L'amour en fuite) – francuski film z 1979 roku w  reżyserii François Truffauta.
Znany z filmów François Truffauta Antoine Doinel ma już ponad trzydzieści lat, bo reżyser opisuje nam historię jego życia już w pięciu filmach. Bohater rozwiódł się z Christiną.

## Obsada
- Jean-Pierre Léaud jako Antoine Doinel
- Claude Jade jako Christine Doinel
- Marie-France Pisier jako Colette
- Danièle Graule jako Liliane
- Dorothée jako Sabine Barnerias
- Daniel Mesguich jako Xavier
- Julien Bertheau jako Lucien
- Jean-Pierre Ducos jako adwokat Christiny
- Marie Henriau jako sędzia rozwodowy